# Así en el barrio como en el cielo
Así en el barrio como en el cielo es una telenovela mexicana producida por Fides Velasco para TV Azteca en 2015, escrita por Leticia López Margali, Guillermo López y Nayura Aragón.
Protagonizada por Marcela Guirado, Luciano Zacharski, José Alonso y Patricia Bernal, con las actuaciones estelares de Juan Manuel Bernal, Mariana Torres, Armando Torrea y Verónica Merchant; con las participaciones antagónicas de Bárbara de Regil, Elizabeth Cervantes, Fran Meric y Rodolfo Valdés.

## Elenco
- Marcela Guirado - María López López
- Luciano Zacharski - Octavio Ferrara Santos
- Patricia Bernal - Francesca De Hoyos y Díaz Barriga de Ferrara
- José Alonso - Expedito López López
- Juan Manuel Bernal - Jesús "El Gallo" López López
- Verónica Merchant - Aurora Santos de Ferrara
- Fernando Luján - Marcelo Ferrara
- Bárbara de Regil - Lucía Fernanda "Lucifer" Mercado
- Fran Meric - Cassandra Legarreta
- Rodolfo Valdés - Claudio Andrade
- Mariana Torres - Jacinta Beatriz "Jackie" López López
- Armando Torrea - Flavio Ferrara Santos
- Elizabeth Cervantes - Estrella López Sánchez de López
- Alejandro Cuétara - Héctor Ferrara De Hoyos
- Itari Marta - Verónica Ferrara De Hoyos
- Héctor Kotsifakis - Demóstenes Juárez / Pericles Juárez
- Gerardo Lama - Patricio "Pato" Ferrara Santos
- Roberta Burns - Bernarda "Bernie" López López
- Luis Carlos Muñoz - Kevin Mejía
- Alma Rosa Añorve - Joaquina Sipriantina Plantada de Mendoza
- Alenka Ríos - Heydi "La Hey Yu" Castro
- Carmen Delgado - Liliana "La Pechu" Mejía
- Ximena Ramos - Paola "Pollola" López López
- Gregory Kauffman - Alfie
- Pablo Portillo - Donky Mejía
- Richi Mestre - Gregorio
- Héctor Parra - Fernando Mercado
- Paloma Woolrich - Jacinta López Mendizábal
- Hugo Albores - El Enchilado
- Abel Fernando - El Bulldog
- Octavio Trejo - Giorgio /Diseñador
- Alessandra Pozzo - Yolanda
- Carlos Álvarez - Dr. Briseño
- Guillermo Ríos - Anselmo Chavero / Antonio
- Marliese Edelmann - Sofía
- Karelly Gillies - Extra (Mariana)
- Miguel Mena - Secuaz de Anselmo
- León Peraza - Justino Pérez / Rubén González Rocha
- Ana Laura Espinoza - Dora Estampa
- Valeria Lorduguin - Perla
- Pascacio López - Motumba